# Инаугурација председника Џералда Форда
Инаугурација Џералда Форда као 38. председника Сједињених Држава одржана је у петак, 9. августа 1974, у Источној соби Беле куће у Вашингтону, након што је Ричард Никсон, 37. председник поднео оставку због скандала Ватергејт. Инаугурација - последња ванредна, ванредна инаугурација која се одржала у 20. веку - обележила је почетак јединог мандата Џералда Форда (делимични мандат од 2 године, 164 дана) као председника. Врховни судија Ворен Е.Бергер положио је заклетву. Библију на којој је Форд изрекао заклетву држала је његова супруга Бети Форд, отворена за Пословице 3: 5–6.Форд је био девети потпредседник Сједињених Држава који је наследио председавајуће место на време, и то је и даље последњи који је то учинио.
Иако је ово била девета ванредна, ванредна инаугурација која се одржала од оснивања председништва 1789. године, прва која се догодила због председникове оставке; претходних осам је било последица председникове смрти на положају. Форд је постао потпредседник само осам месеци раније, након што је Спиро Егњу поднео оставку због оптужби за примање мита док је био извршни директор округа Балтиморе и гувернер Мериленда. Био је први потпредседник именован као такав под условима Двадесет и петог амандмана. Дакле, када је наследио Никсона, Форд је постао прва (и остаје једина) особа која је обнашала функцију потпредседника и председника, а да није изабрана ни за једног.